# 緣禾
緣禾是一個與沮渠氏北凉和闞姓高昌政權有關的年號，不见于史籍。
來自甘肅的石刻有“……緣禾三年歲次甲戌……”字樣。吐魯番出土文書中有缺少干支的“……緣禾五年……”、“……緣禾六年……”字樣。不同意見認爲沮渠蒙遜的義和年號和沮渠牧犍的永和年號都可能是緣禾之錯誤。根據石刻的紀年所得知緣禾元年的壬申干支都與義和、永和或承和干支不合。
北涼奉夏國的承光年號時，曾用了同韻意義相近的陽字代替了光字，做成承陽年號。同理，學界認爲沮渠氏北凉奉北魏正朔時，遵照諧音，將“延和”和“太延”分別改作“緣禾”和“太緣”。
至於北魏的延和年號出現了三年而北涼的卻有緣禾五、六年可能是北涼不嚴格跟隨北魏紀年的緣故。